# Ельжбета Вуйцік
Ельжбета Вуйцік (пол. Elżbieta Wójcik; 14 січня 1996) — польська боксерка, чемпіонка літніх юнацьких Олімпійських ігор 2014, призерка Європейських ігор та чемпіонатів Європи.

## Боксерська кар'єра
2014 року стала чемпіонкою світу серед молоді, здолавши у фіналі Кейтлін Паркер (Австралія). На літніх юнацьких Олімпійських іграх 2014 здобула три перемоги, у тому числі над Кейтлін Паркер у півфіналі і Чень Няньдзинь (Китайський Тайбей) у фіналі, і стала чемпіонкою.
На чемпіонаті Європи 2016 програла у чвертьфіналі Лорен Прайс (Велика Британія).
На чемпіонаті Європи 2018 програла у чвертьфіналі Сарі Шойрих (Німеччина).
На чемпіонаті світу 2018 перемогла двох суперниць, а у чвертьфіналі програла Лорен Прайс (Велика Британія).
На Європейських іграх 2019 перемогла двох суперниць, а у чвертьфіналі програла Нушка Фонтейн (Нідерланди).
На чемпіонаті Європи 2019 перемогла двох суперниць, а у фіналі програла Аойф О'Рурк (Ірландія).
На чемпіонаті світу 2019 програла в першому бою.
На Олімпійських іграх 2020 програла в першому бою Нушка Фонтейн (Нідерланди).
На чемпіонаті Європи 2022 завоювала срібну медаль, програвши у фіналі Аойф О'Рурк (Ірландія).
На Європейських іграх 2023 перемогла трьох суперниць, у тому числі Анастасію Черноколенко (Україна), а у півфіналі програла Аойф О'Рурк (Ірландія).